# Exechiopsis dryaspagensis
Exechiopsis dryaspagensis är en tvåvingeart som först beskrevs av Chandler 1977.  Exechiopsis dryaspagensis ingår i släktet Exechiopsis och familjen svampmyggor. Arten är reproducerande i Sverige. Inga underarter finns listade i Catalogue of Life.